# Solar (Einheit)
Solar war ein mexikanisches Flächenmaß.
Es gehörte nicht zu den spanischen Maßen, die hier allgemein galten. Vollständiger Name des Maße war Solar para casa. Die Einführung eines einheitlichen Wertes schon 1845 für die Vara (mexicana)  mit 838 Millimeter wirkte sich auf alle abgeleiteten Maßen ab, auch auf Solar aus. Am 15. März 1857 wurde ein Gesetz verabschiedet, nach dem das neue französische System mit den metrischen Maßen ab 1. Januar 1862 gelten sollte.
- 1 Solar = 2500 Quadrat-Vara = 17,5561 Ar[2]
- 1 Ar = 0,05696 Solar[1]